# Ghumattus
Ghumattus is een geslacht van spinnen uit de familie springspinnen (Salticidae). De typesoort van het geslacht is Ghumattus primus.

## Soorten
De volgende soorten zijn bij het geslacht ingedeeld:
- Ghumattus primus Prószyński, 1992